# Meijerella inaequalis
Meijerella inaequalis är en tvåvingeart som först beskrevs av Becker 1911.  Meijerella inaequalis ingår i släktet Meijerella och familjen fritflugor. Inga underarter finns listade i Catalogue of Life.